# Thomas Köhler
Thomas Köhler (* 25. června 1940, Oberwiesenthal) byl německý sáňkař. Je držitelem tří olympijských medailí, tu první, zlatou, získal při premiéře saní na OH, na olympijských hrách v Innsbrucku roku 1964 v závodě jednotlivců (tehdy reprezentoval Sjednocený německý tým, který sdružoval sportovce tehdejšího Západního i Východního Německa). Další dva cenné kovy přidal do sbírky na následujících hrách v Grenoblu roku 1968, kde v individuálním závodě skončil druhý a v závodě dvojic získal zlato, spolu s Klausem-Michaelem Bonsackem. V Grenoblu již reprezentoval NDR. Je rovněž trojnásobným mistrem světa, dva titulu získal sólově (1962, 1967), jeden ve dvojici s Bonsackem (1967).